# Monestier-de-Clermont
Monestier-de-Clermont település Franciaországban, Isère megyében. Lakosainak száma 1463 fő (2022. január 1.). Monestier-de-Clermont Saint-Paul-lès-Monestier, Sinard, Treffort és Roissard községekkel határos.

## Népesség
A település népességének változása:
| Lakosok száma | 787  | 736  | 905  | 1104 | 1397 | 1426 | 1427 | 1428 | 1449 | 1463 |
|               | 1968 | 1982 | 1990 | 2006 | 2013 | 2015 | 2017 | 2019 | 2020 | 2022 |